# Theatre Guild

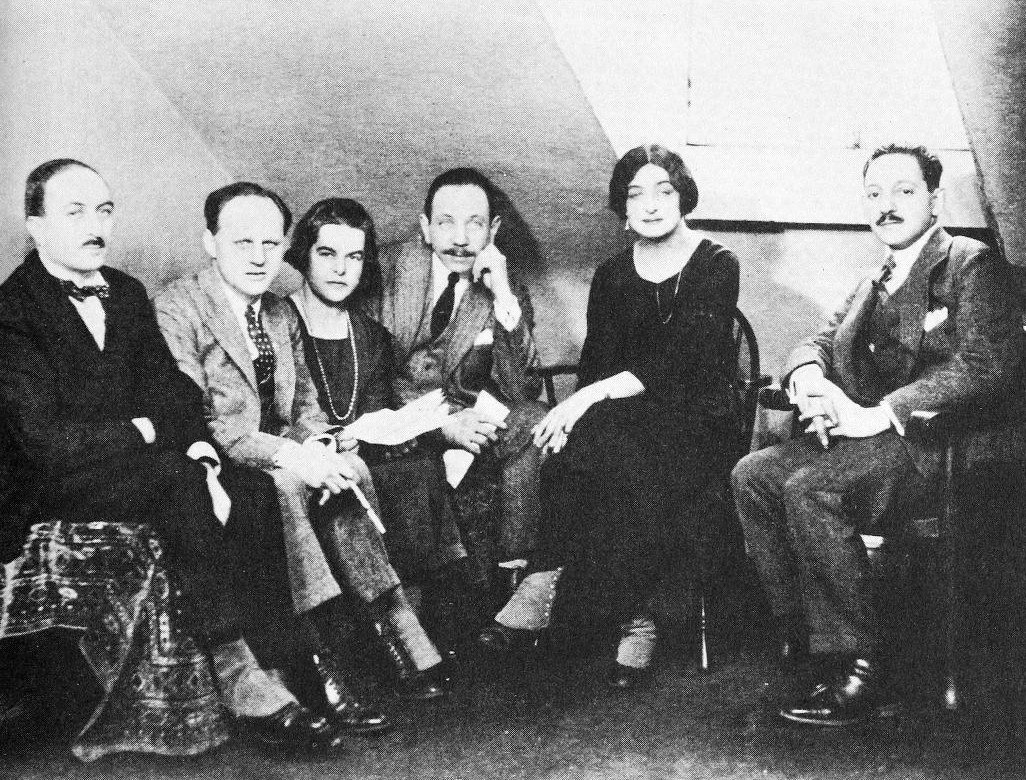
I direttori del Theatre Guild nel 1923
da sinistra a destra: Lawrence Langner, Philip Moeller, Theresa Helburn, Maurice Wertheim, Helen Westley e Lee Simonson

Il Theatre Guild è una compagnia teatrale fondata a New York nel 1918 da Lawrence Langner, Philip Moeller, Helen Westley e Theresa Helburn. La moglie di Langner, Armina Marshall, fu in seguito condirettore. Si sviluppò basandosi sui lavori precedenti del Washington Square Players (1914-1918).

## Storia
Il suo scopo originale era quello di produrre opere non commerciali da drammaturghi americani e stranieri. All'epoca era diverso dagli altri teatri in quanto il suo consiglio di amministrazione condivideva la responsabilità di scegliere i lavori, la gestione e la produzione. The Theatre Guild contribuì notevolmente al successo di Broadway dagli anni '20 fino agli anni '70.
The Guild ha prodotto un totale di 228 opere teatrali a Broadway, di cui 18 di George Bernard Shaw e sette di Eugene O'Neill. Altri importanti autori teatrali presentati agli appassionati di teatro americani comprendono Robert E. Sherwood, Maxwell Anderson, Sidney Howard, William Saroyan, e Philip Barry. Nel campo della commedia musicale il Guild promosse opere di Richard Rodgers, in coppia con Lorenz Hart e Oscar Hammerstein II, George e Ira Gershwin, Jule Styne e Meredith Willson, che sono diventati dei classici. Sotto la presidenza John F. Kennedy, il Guild fu incaricato di fondare una compagnia teatrale statunitense, diretta da Helen Hayes, per visitare le capitali dell'Europa e del Sud America con opere di Tennessee Williams, Thornton Wilder, e William Gibson.
Nel 1968, il Guild iniziò a viaggiare, portando 25 dei suoi abbonati nelle capitali europee per assistere a spettacoli teatrali. Nel 1975 istituì il suo programma Theatre at Sea con una crociera di 17 giorni a bordo della SS Rotterdam con la Hayes e Cyril Ritchard. Da allora hanno offerto più di trenta crociere, ognuna con sette o otto artisti. Tra loro Alan Arkin, Zoe Caldwell, Anne Jackson, Cherry Jones, Richard Kiley, Eartha Kitt, Patricia Neal, Lynn Redgrave, Gena Rowlands, Jean Stapleton, Eli Wallach, e Lee Roy Reams, che lavorò come direttore del programma.
L'ultima opera teatrale di Broadway prodotta dal Theatre Guild è stata il musical State Fair nel 1996.

## Produzioni importanti
- 1920: Heartbreak House
- 1921: Liliom
- 1922: R.U.R. (Rossum's Universal Robots)
- 1923: Saint Joan
- 1925: Processional
- 1927: Porgy
- 1928: Strano interludio
- 1931: Il lutto si addice ad Elettra
- 1933: Ah, Wilderness!
- 1935: Porgy and Bess
- 1936: The Masque of Kings; Idiot's Delight
- 1939: The Philadelphia Story; The Time of Your Life
- 1943: Oklahoma!
- 1943: Othello
- 1944: Jacobowsky and the Colonel
- 1945: Carousel
- 1946: The Iceman Cometh
- 1947: The Winslow Boy
- 1950: Come Back, Little Sheba
- 1953: Picnic; The Trip to Bountiful
- 1955: The Matchmaker
- 1956: Bells Are Ringing
- 1958: Sunrise at Campobello
- 1960: The Unsinkable Molly Brown
- 1965: The Royal Hunt of the Sun
- 1974: Absurd Person Singular

## Premi
| Anno | Premio                                            | Opera teatrale/Teatro                                  | Prodotto da/Motivazione                                                                     | Stato      |
| ---- | ------------------------------------------------- | ------------------------------------------------------ | ------------------------------------------------------------------------------------------- | ---------- |
| 1975 | Drama Desk Award Outstanding New Play (Straniero) | Absurd Person Singular                                 | Theatre Guild (Philip Langner e Armina Marshall)                                            | Nomination |
| 1961 | Tony Award® Special Award                         | The Theatre Guild (Lawrence Langner e Armina Marshall) | Per aver organizzato il primo repertorio per andare all'estero per il Dipartimento di Stato | Vincitore  |
| 1958 | Tony Award® Best Play                             | Sunrise at Campobello                                  | The Theatre Guild                                                                           | Vincitore  |
| 1957 | Tony Award® Best Musical                          | Bells Are Ringing                                      | The Theatre Guild                                                                           | Nomination |